# La versione Browning
La versione Browning (The Browning Version), talvolta portata in scena in Italia con il titolo Addio Mr. Harris, è un'opera teatrale del drammaturgo britannico Terence Rattigan, debuttata a Londra nel 1948. La pièce, un atto unico originariamente portato in scena in repertorio con Harlequinade, fu accolta molto positivamente dalla critica britannica e viene ricordato oggi come uno dei migliori lavori di Rattigan. L'opera è stata riadattata due volte per il cinema: nel 1951 da Anthony Asquith con il titolo Addio Mr. Harris e nel 1994 da Mike Figgis con il titolo I ricordi di Abbey.

## Trama
Dopo diciotto anni d'insegnamento in una prestigiosa public school, il professore di latino e greco Andrew Crocker-Harris sta per andare in pensione a causa della salute in declino. La notizia del suo pensionamento viene accolta con indifferenza dai suoi studenti, da cui non è molto amato a causa del suo essere severo, duro ed inavvicinabile. Il giovane Taplow, uno studente che rischia l'anno per le sue difficoltà con il greco, va a trovare Crocker-Harris nel suo alloggio all'interno della scuola, ma invece di trovare il professore di lettere classiche incontra Frank Hunter, un altro insegnante, che si scopre avere una relazione clandestina con Millie, la moglie più giovane e vivace del classicista.
Quando Crocker-Harris ritorna, dà delle ripetizioni a Taplow e durante la lezione lascia intravedere per la prima volta il suo profondo amore per la letteratura, che ha tenuto rigidamente nascosto dietro a puntigliose lezioni di grammatica per tutta la sua carriera. Dopo la fine della lezione, il professore riceve la visita del preside, che lo informa che a causa del suo prematuro ritiro dal pensionamento Crocker-Harris non riceverà la pensione di cui ha bisogno e gli chiede di lasciare il discorso al termine della cerimonia dei diplomi - tradizionalmente pronunciato dal classicista dell'istituto - al più popolare insegnante di ginnastica.
Crocker-Harris riceve anche la visita di Mr Gilbert, che prenderà il suo posto ed è venuto a chiedergli dei consigli su come gestire la classe da un punto di vista disciplinare: il preside infatti gli ha descritto Crocker-Harris come l'Himmler del quinto anno. Il professore, che non aveva idea di essere così temuto dai suoi studenti, è profondamente turbato dall'epiteto. Taplow ritorna a salutare l'insegnante prima del pensionamento e gli regala una copia della traduzione di Robert Browning dell'Agamennone di Eschilo, sul cui frontespizio ha trascritto in greco il verso "Il dio segue con sguardo d'affetto un maestro gentile". Il regalo commuove profondamente il professore, che piange di nascosto da Taplow.
Malignamente, Millie suggerisce che Taplow gli ha fatto il regalo solo per essere promosso, un commento talmente crudele da spingere Hunter ad interrompere la relazione con lei e riversare invece le sue simpatie sul classicista. Crocker-Harris però gli rivela di aver sempre saputo della sua tresca con la moglie - e anche di tutte le precedenti relazioni extraconiugali della donna - ma di non voler comunque divorziare da lei. Dopo essersi congedato da Hunter con una vaga promessa di restare in contatto, Crocker-Harris telefona al preside, reclamando il posto d'onore che gli spetta di diritto nella cerimonia di fine anno.

## Storia delle rappresentazioni
La versione Browning fece il suo debutto al Phoenix Theatre di Londra il 9 aprile 1949 e fu accolto entusiasticamente dalla critica, che lo definì un capolavoro in settanta minuti. Eric Portman interpretava Andrew Crocker-Harris, mentre Paul Sheriff curava la scenografia. Nell'ottobre dello stesso anno, La versione Browning ed Harlequinade fecero il loro debutto a Broadway, dove furono stroncati dalla critica, definiti "spazzatura" dal Time e chiusero dopo sessantadue rappresentazioni. Maurice Evans interpretava Crocker-Harris in un cast che annoverava anche Edna Best (Millie) e Ron Randell (Hunter). La prima italiana avvenne invece il 12 dicembre 1952 con il titolo di Addio Mr. Harris, il titolo già scelto per la trasposizione cinematografica dell'anno precedente. Il dramma fece il suo debutto al Teatro Carignano di Torino con la regia di Renzo Ricci, che interpretava anche il protagonista, ed Eva Magni nel ruolo di Millie. La pièce fu recensita positivamente e Lorenzo Gigli la definì un'opera "di materia tenue e pure di autentica virtù emotiva".
Nel 2009 la pièce fu riproposta al Theatre Royal di Bath con Peter Bowles, mentre nel 2011 il festival teatrale di Chichester allestì un revival de La versione Browning per celebrare il centesimo anniversario della nascita di Rattigan; la produzione di Chichester fu riproposta anche nel West End londinese, in scena all'Harold Pinter Theatre con Nicholas Farrell (Crocker-Harris) e Anna Chancellor (Millie). 
L'opera è stata proposta più volte anche in versione radiofonica, sia in Italia che nel Regno Unito. Nel 1952 la Rai trasmise il dramma per radio, diretto da Umberto Benedetto ed interpretato da Franco Giacobini, Enzo Tarascio e Marisa Fabbri; nel 2003 Rai Radio 3 ripropose la registrazione. La BBC ne realizzò una versione con John Gielgud e Angela Baddeley nel 1957 e una con Michael York, Joanne Whalley, Ioan Gruffudd ed Ian Ogilvy nel 2011.

## Adattamenti
Sono state realizzate due riduzioni cinematografiche dell'opera: Addio Mr. Harris, regia di Anthony Asquith (1951), e I ricordi di Abbey, regia di Mike Figgis (1994).